# Copa COSAFA de 2025
A Copa COSAFA de 2025, oficialmente conhecida como Copa Hollywoodbets COSAFA de 2025 (para fins de patrocínio), foi a 24ª edição da Copa COSAFA, o campeonato internacional anual de futebol organizado pela COSAFA para as seleções nacionais masculinas seniores de suas federações-membro. A África do Sul sediou o torneio pelo oitavo ano consecutivo, de 4 a 15 de junho de 2025. O torneio contou com a participação de 14 equipes.
Angola era a atual campeã, tendo conquistado o seu quarto título na edição anterior.

## Participação
Todos os 14 países membros da COSAFA são elegíveis para participar da competição, com membros de outras confederações regionais também elegíveis para participar por convite, seja para completar o número de equipes participantes ou para substituir as que foram sorteadas.

### Equipes participantes
Em maio de 2025, foi anunciado que 13 dos 14 países membros da COSAFA participariam do torneio, com Marrocos da UNAF completando a escalação no lugar de Seicheles, que não retornou para esta edição. Em 29 de maio, Marrocos retirou-se da competição e foi substituído pela Tanzânia da CECAFA. Das 14 nações participantes, Madagáscar e Maurícia retornaram à competição depois de perder as duas e uma edições anteriores, respectivamente.
| Equipe        | Tipo   | Par | Melhor desempenho anterior                                  | RM  |
| ------------- | ------ | --- | ----------------------------------------------------------- | --- |
| África do Sul | A'     | 23ª | Campeão (2002, 2007, 2008, 2016, 2021)                      | 56  |
| Angola        | A      | 20ª | Campeão (1999, 2001, 2004, 2024)                            | 87  |
| Botswana      | A      | 24ª | Vice-campeão (2016, 2019)                                   | 136 |
| Comores       | A'     | 8ª  | Quarto lugar (2024)                                         | 105 |
| Eswatini      | A      | 24ª | Terceiro lugar (2016, 2021), Semi-finals (1999, 2002, 2003) | 155 |
| Lesoto        | A      | 24ª | Vice-campeão (2000, 2023)                                   | 148 |
| Madagascar    | A'     | 13ª | Terceiro lugar (2015)                                       | 115 |
| Malawi        | A'     | 23ª | Vice-campeão (2002, 2003)                                   | 132 |
| Maurícia      | A      | 19ª | Quartas de final (2001, 2004)                               | 178 |
| Moçambique    | Sub-23 | 24ª | Terceiro lugar (1997, 2009, 2024)                           | 96  |
| Namíbia       | A      | 24ª | Campeão (2015)                                              | 108 |
| Tanzânia      | A'     | 4ª  | Terceiro lugar (2017)                                       | 105 |
| Zâmbia        | A'     | 24ª | Campeão (1997, 1998, 2006, 2013, 2019, 2022, 2023)          | 88  |
| Zimbabwe      | Sub-23 | 22ª | Campeão (2000, 2003, 2005, 2009, 2017, 2018)                | 116 |

Legenda
A: Primeira equipe
A': Equipe local
U23: Seleção sub-23 (seleção olímpica)

### Elencos
Cada equipe pode nomear um elenco preliminar de até 30 jogadores, que deve ser reduzido para uma lista final de 23 para o torneio.

## Sedes
Os dois estádios a seguir na província de Estado Livre foram selecionados para sediar partidas durante o torneio, sendo que um deles já havia servido como sede da Copa do Mundo FIFA de 2010.
| Bloemfontein | Bloemfontein       | Bloemfontein                |
| ------------ | ------------------ | --------------------------- |
| Bloemfontein | Estádio Free State | Estádio Dr. Petrus Molemela |
| Bloemfontein | Capacidade: 42,000 | Capacidade: 22,000          |
| Bloemfontein |                    |                             |

## Sorteio final
O sorteio do torneio final ocorreu em 21 de maio de 2025, 11:00 (UTC+2). Quatro equipes; os anfitriões, os atuais campeões e os dois times mais bem classificados de acordo com o Ranking da FIFA de abril de 2025, foram automaticamente classificados na posição 1 dos Grupos A a D. As dez equipes restantes foram divididas em dois potes com base em seus Rankings da FIFA, com quatro equipes colocadas no Pote 1 e seis no Pote 2.

### Potes
| Team       | Classificação |
| ---------- | ------------- |
| Moçambique | 96            |
| Comores    | 105           |
| Namíbia    | 108           |
| Madagascar | 115           |

| Team     | Classificação |
| -------- | ------------- |
| Zimbabwe | 116           |
| Malawi   | 132           |
| Botswana | 136           |
| Lesoto   | 148           |
| Eswatini | 155           |
| Maurícia | 178           |

### Sorteio
| Pos | Equipe        |
| --- | ------------- |
| A1  | África do Sul |
| A2  | Moçambique    |
| A3  | Maurícia      |
| A4  | Zimbabwe      |

| Pos | Equipe  |
| --- | ------- |
| B1  | Angola  |
| B2  | Namíbia |
| B3  | Malawi  |
| B4  | Lesoto  |

| Pos | Equipe     |
| --- | ---------- |
| C1  | Marrocos   |
| C2  | Madagascar |
| C3  | Eswatini   |

| Pos | Equipe   |
| --- | -------- |
| D1  | Zâmbia   |
| D2  | Comores  |
| D3  | Botswana |

## Arbitragem
Árbitros
- Thabang Ketshabile
- Arnaud Zafimahatoha
- Godfrey Nkhakananga
- Patrice Milazar
- Celso Alvação
- Mweshitsama Naftal
- Hillary Hambaba
- Brighton Chimene

Árbitros Assistentes
- Gaselame Molefe
- Hangula Angula
- Moustoifa Elmahfoudhe
- Zamani Simelane
- Romuald Ibenantenaina
- Fabien Cauvelet
- Lameck Phiri
- Zacarias Balói
- Elphas Sitole
- Trywell Nyirenda

Árbitros assistentes de vídeo
- Letticia Viana
- Mary Njoroge
- Maria Rivet
- Shaji Padayachy
- Akhona Makalima
- Trywell Nyirenda
- Claris Simango

## Fase de grupos

### Regras para classificação
As equipes foram classificadas de acordo com os pontos (3 pontos por vitória, 1 ponto por empate, 0 pontos por derrota).
Se duas equipes estivessem empatadas em pontos, os seguintes critérios de desempate eram aplicados, na ordem dada, para determinar a classificação:
1. Pontos em confrontos diretos entre as duas equipes empatadas;
2. Saldo de gols em todas as partidas da fase de grupos;
3. Gols marcados em todas as partidas da fase de grupos;
4. Sorteio.

Caso mais de duas equipes estivessem empatadas, os seguintes critérios eram aplicados:
1. Pontos em partidas entre as equipes empatadas;
2. Saldo de gols em partidas entre as equipes empatadas;
3. Gols marcados em partidas entre as equipes empatadas;
4. Se, após a aplicação de todos os critérios acima, duas equipes ainda estivessem empatadas, os critérios acima eram aplicados novamente às partidas disputadas entre as duas equipes em questão. Caso isso não resolvesse o empate, os três critérios seguintes eram aplicados:
5. Saldo de gols em todas as partidas da fase de grupos;
6. Gols marcados em todas as partidas da fase de grupos;
7. Sorteio.

### Group A
| Pos | Equipe            | Pts | J | V | E | D | GP | GC | SG | Classificado             |
| --- | ----------------- | --- | - | - | - | - | -- | -- | -- | ------------------------ |
| 1   | África do Sul (H) | 4   | 3 | 1 | 1 | 1 | 2  | 1  | +1 | Avança para a Fase final |
| 2   | Zimbabwe          | 4   | 3 | 1 | 1 | 1 | 3  | 3  | 0  |                          |
| 3   | Moçambique        | 4   | 3 | 1 | 1 | 1 | 2  | 3  | −1 |                          |
| 4   | Maurícia          | 3   | 3 | 0 | 3 | 0 | 0  | 0  | 0  |                          |

### Grupo B
| Pos | Equipe  | Pts | J | V | E | D | GP | GC | SG | Classificado             |
| --- | ------- | --- | - | - | - | - | -- | -- | -- | ------------------------ |
| 1   | Angola  | 7   | 3 | 2 | 1 | 0 | 6  | 1  | +5 | Avança para a Fase final |
| 2   | Namíbia | 5   | 3 | 1 | 2 | 0 | 4  | 1  | +3 |                          |
| 3   | Lesoto  | 3   | 3 | 1 | 0 | 2 | 1  | 7  | −6 |                          |
| 4   | Malawi  | 1   | 3 | 0 | 1 | 2 | 0  | 2  | −2 |                          |

### Grupo C
| Pos | Equipe     | Pts | J | V | E | D | GP | GC | SG | Classificado             |
| --- | ---------- | --- | - | - | - | - | -- | -- | -- | ------------------------ |
| 1   | Madagascar | 4   | 2 | 1 | 1 | 0 | 2  | 1  | +1 | Avança para a Fase final |
| 2   | Tanzânia   | 3   | 2 | 1 | 0 | 1 | 2  | 2  | 0  |                          |
| 3   | Eswatini   | 1   | 2 | 0 | 1 | 1 | 2  | 3  | −1 |                          |

### Grupo D
| Pos | Equipe   | Pts | J | V | E | D | GP | GC | SG | Classificado             |
| --- | -------- | --- | - | - | - | - | -- | -- | -- | ------------------------ |
| 1   | Comores  | 4   | 2 | 1 | 1 | 0 | 1  | 0  | +1 | Avança para a Fase final |
| 2   | Botswana | 2   | 2 | 0 | 2 | 0 | 3  | 3  | 0  |                          |
| 3   | Zâmbia   | 1   | 2 | 0 | 1 | 1 | 3  | 4  | −1 |                          |

## Fase final

### Chaveamento
|  | Semifinais           | Semifinais    |                      |   | Final | Final |
|  |                      |               |                      |   |       |       |
|  | 13 June–Bloemfontein |               |                      |   |       |       |
|  |                      |               |                      |   |       |       |
|  | Angola               | 4             |                      |   |       |       |
|  | Angola               | 4             | 15 June–Bloemfontein |   |       |       |
|  | Madagascar           | 1             |                      |   |       |       |
|  | Madagascar           | 1             | Angola               | 3 |       |       |
|  | 13 June–Bloemfontein |               | Angola               | 3 |       |       |
|  |                      | África do Sul | 0                    |   |       |       |
|  | África do Sul        | África do Sul | 0                    | 3 |       |       |
|  | África do Sul        |               |                      | 3 |       |       |
|  | Comores              | 1             |                      |   |       |       |
|  | Comores              | 1             | Terceiro lugar       |   |       |       |
|  |                      |               |                      |   |       |       |
|  | 15 June–Bloemfontein |               |                      |   |       |       |
|  |                      |               |                      |   |       |       |
|  | Madagascar           | 0             |                      |   |       |       |
|  | Madagascar           | 0             |                      |   |       |       |
|  | Comores              | 1             |                      |   |       |       |

### Semifinais
| 13 de junho de 2025 | Angola                                | 4 – 1     | Madagáscar           | Estádio Free State, Bloemfontein |
| 15:00 (UTC+2)       | Depú 19' (pen.) · Zini 74' · Além 86' | Relatório | 90+2' Razafimahatana | Árbitro: Celso Alvação           |

| 13 de junho de 2025 | África do Sul                                       | 3 – 1     | Comores  | Estádio Free State, Bloemfontein |
| 18:00 (UTC+2)       | I. Mohamed 8' (gc) · Radiopane 14' · Sebelebele 60' | Relatório | 29' Madi | Árbitro: Hillary Hambaba         |

### Terceiro lugar
| 15 de junho de 2025 | Madagáscar | 0 – 1     | Comores      | Estádio Free State, Bloemfontein |
| 12:00 (UTC+2)       |            | Relatório | 77' Ibroihim | Árbitro: Akhona Makalima         |

### Final
| 15 de junho de 2025 | Angola                     | 3 – 0     | África do Sul | Estádio Free State, Bloemfontein |
| 15:00 (UTC+2)       | Depú 43', 62' · Milson 81' | Relatório |               | Árbitro: Brighton Chimene        |

## Premiação
| Copa COSAFA de 2025           |
| Angola                        |
| ----------------------------- |
| Angola Bicampeão (5.º título) |